# Милльштатт-ам-Зе
Милльштатт-ам-Зе (нем. Millstatt am See, до июня 2012 года — Милльштатт) — ярмарочная коммуна (Marktgemeinde) в Австрии, в федеральной земле Каринтия.
Входит в состав округа Шпитталь-ан-дер-Драу. Население составляет 3363 человека (на 31 декабря 2005 года). Занимает площадь 57,81 км². Официальный код — 2 06 20.

## Фотографии

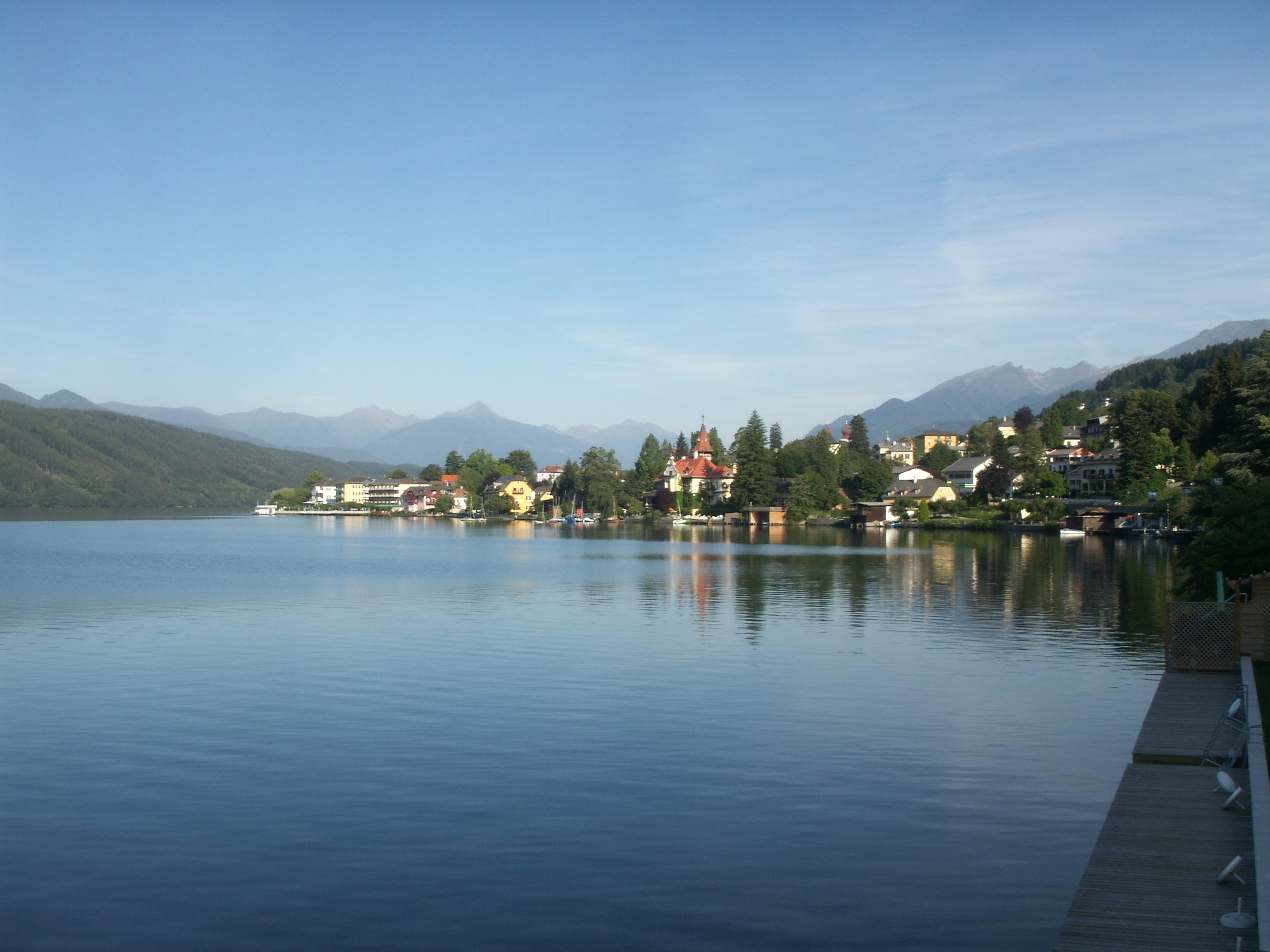
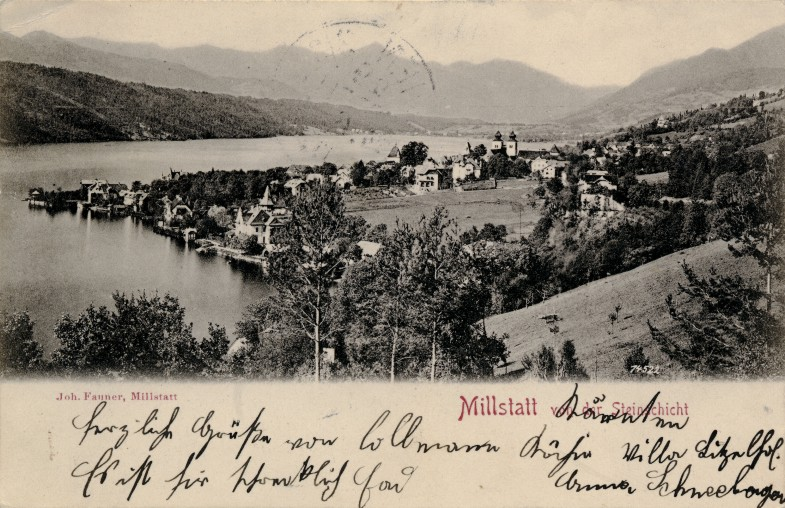
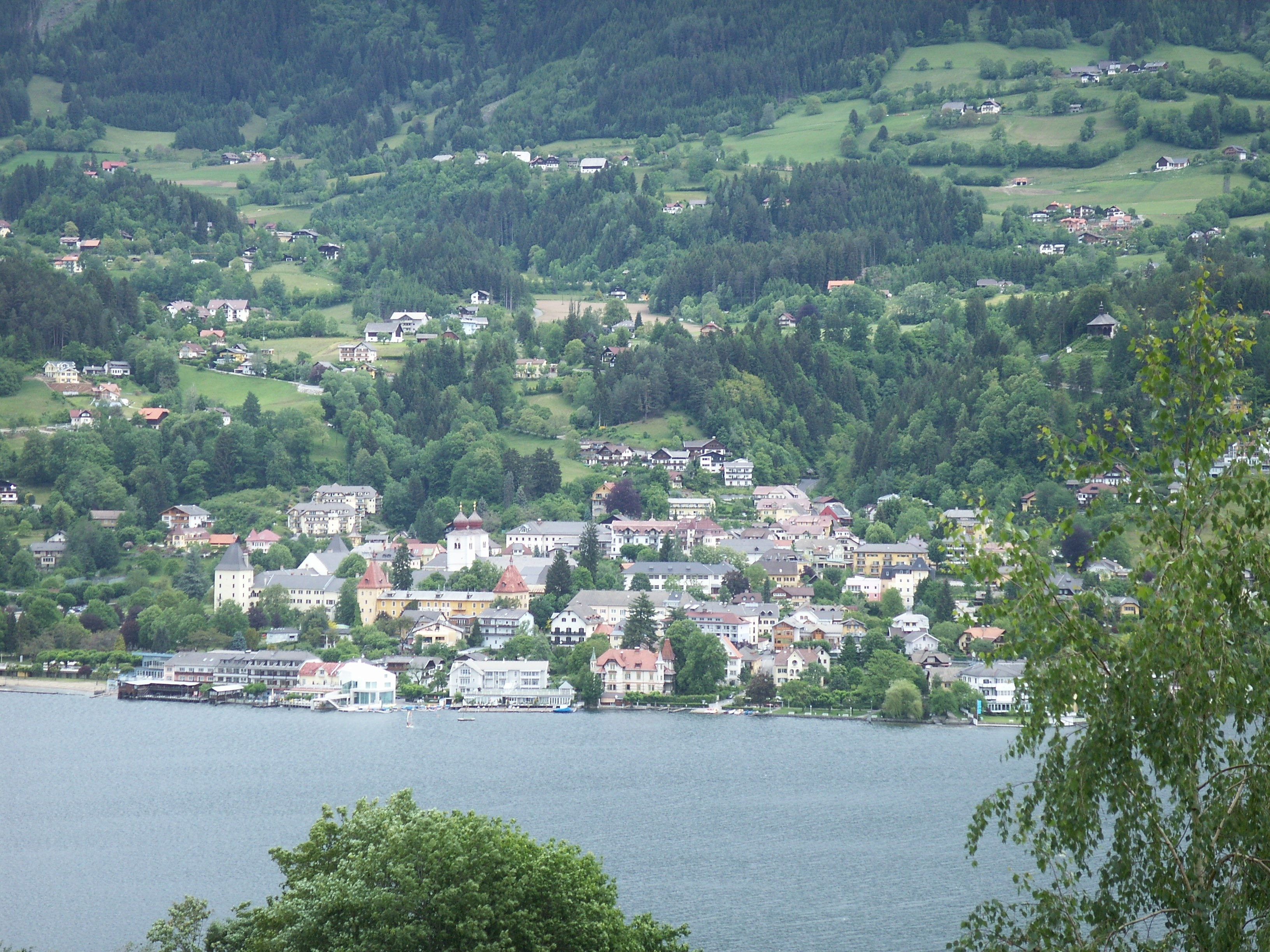
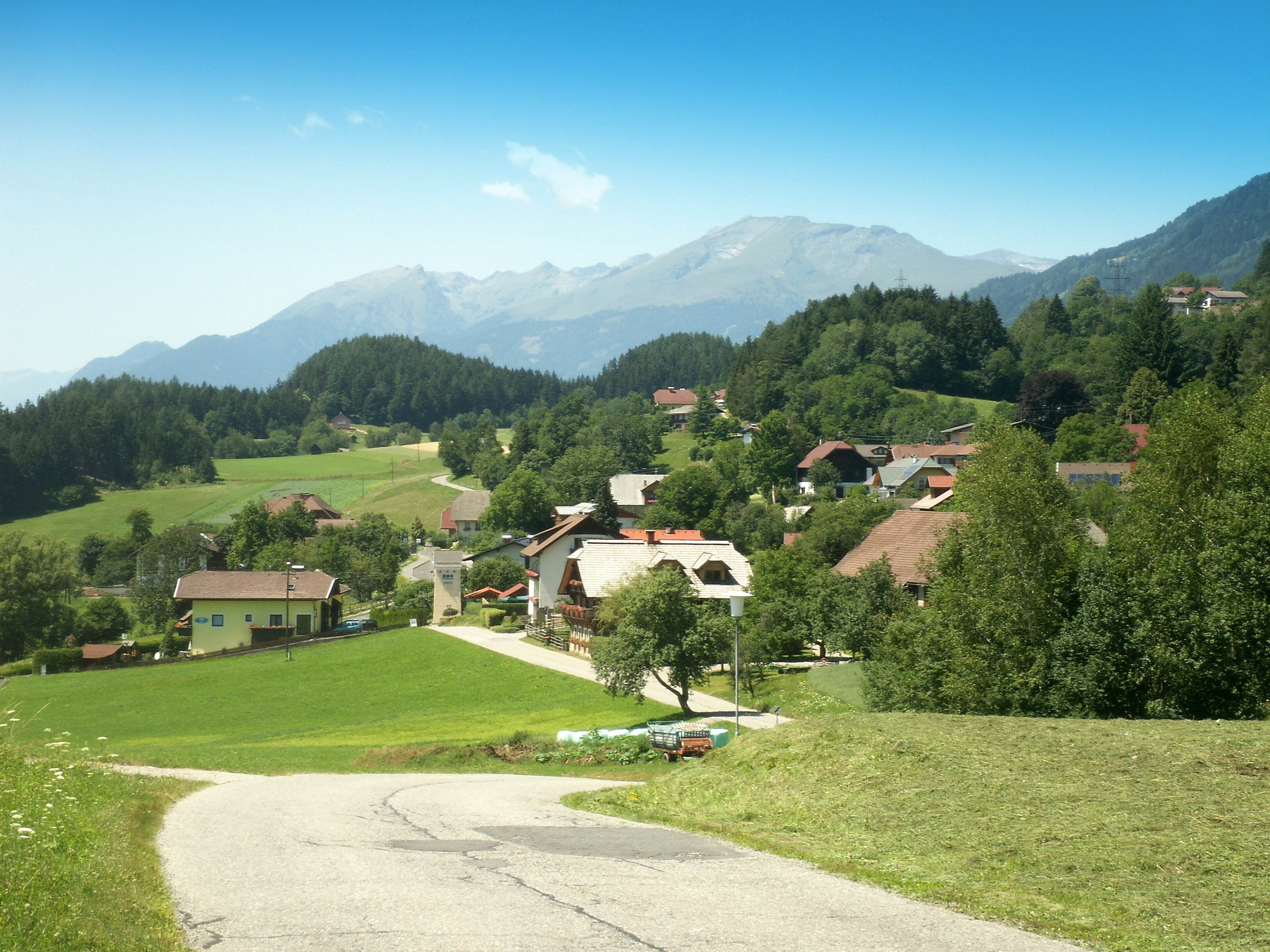
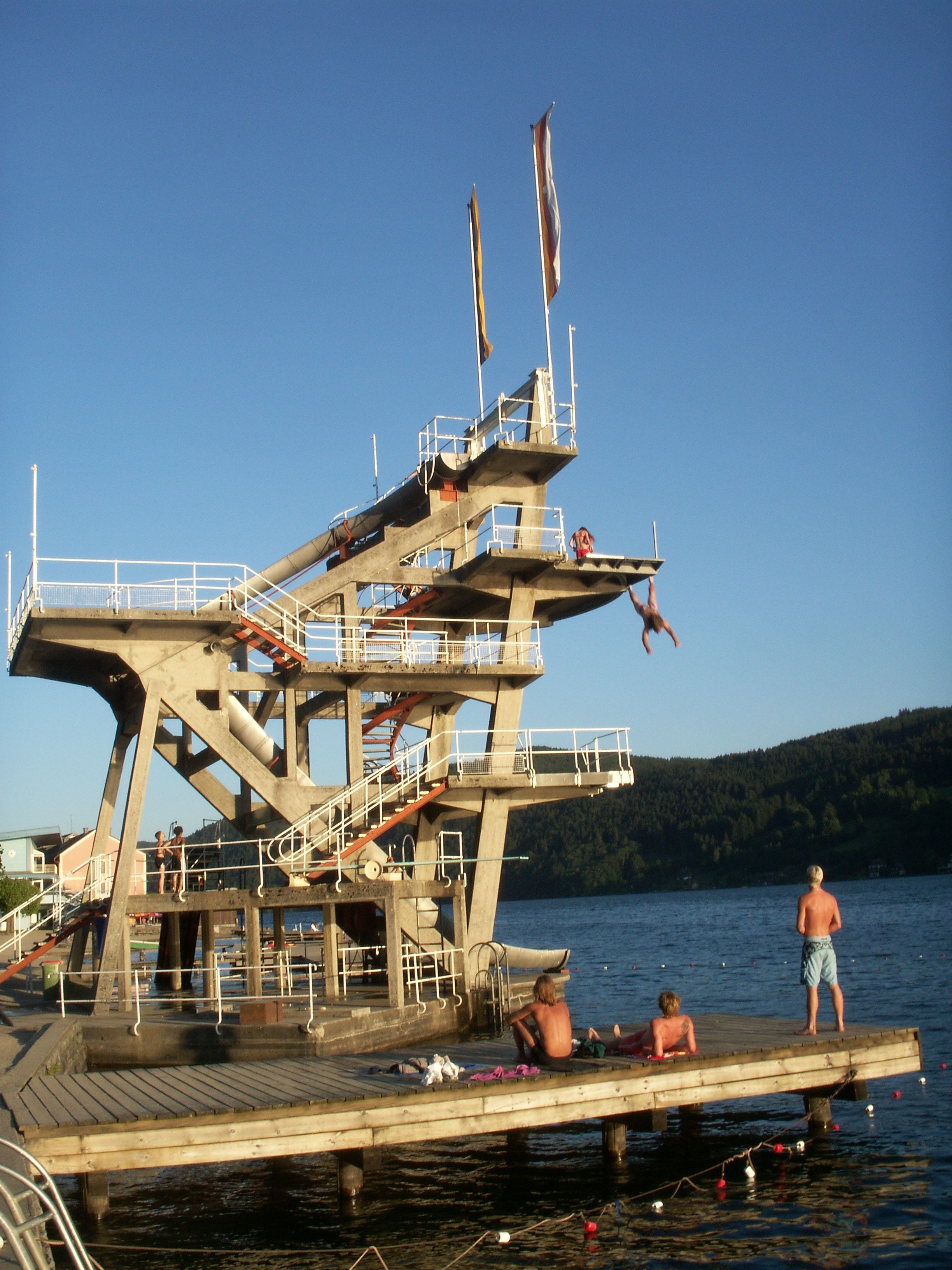
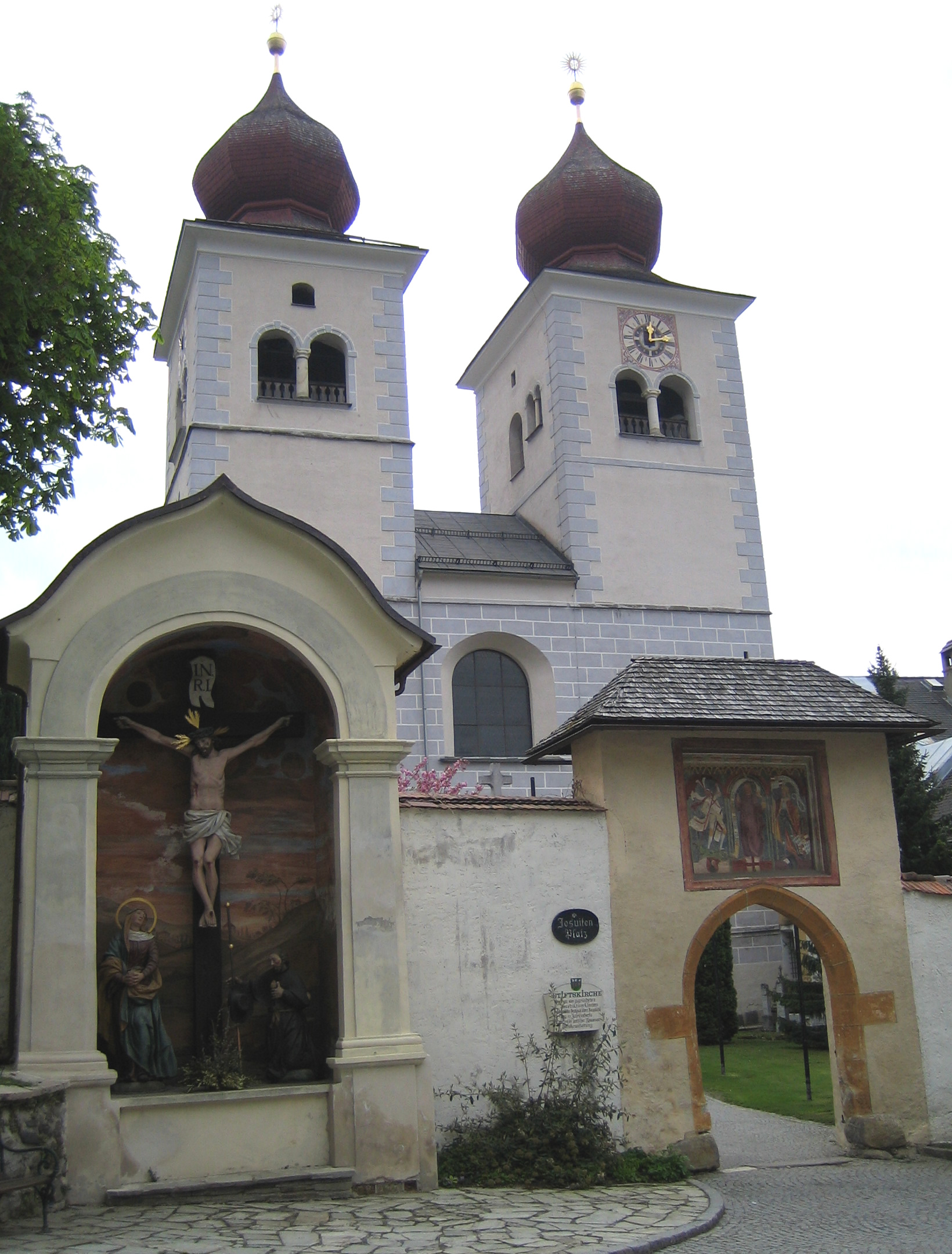
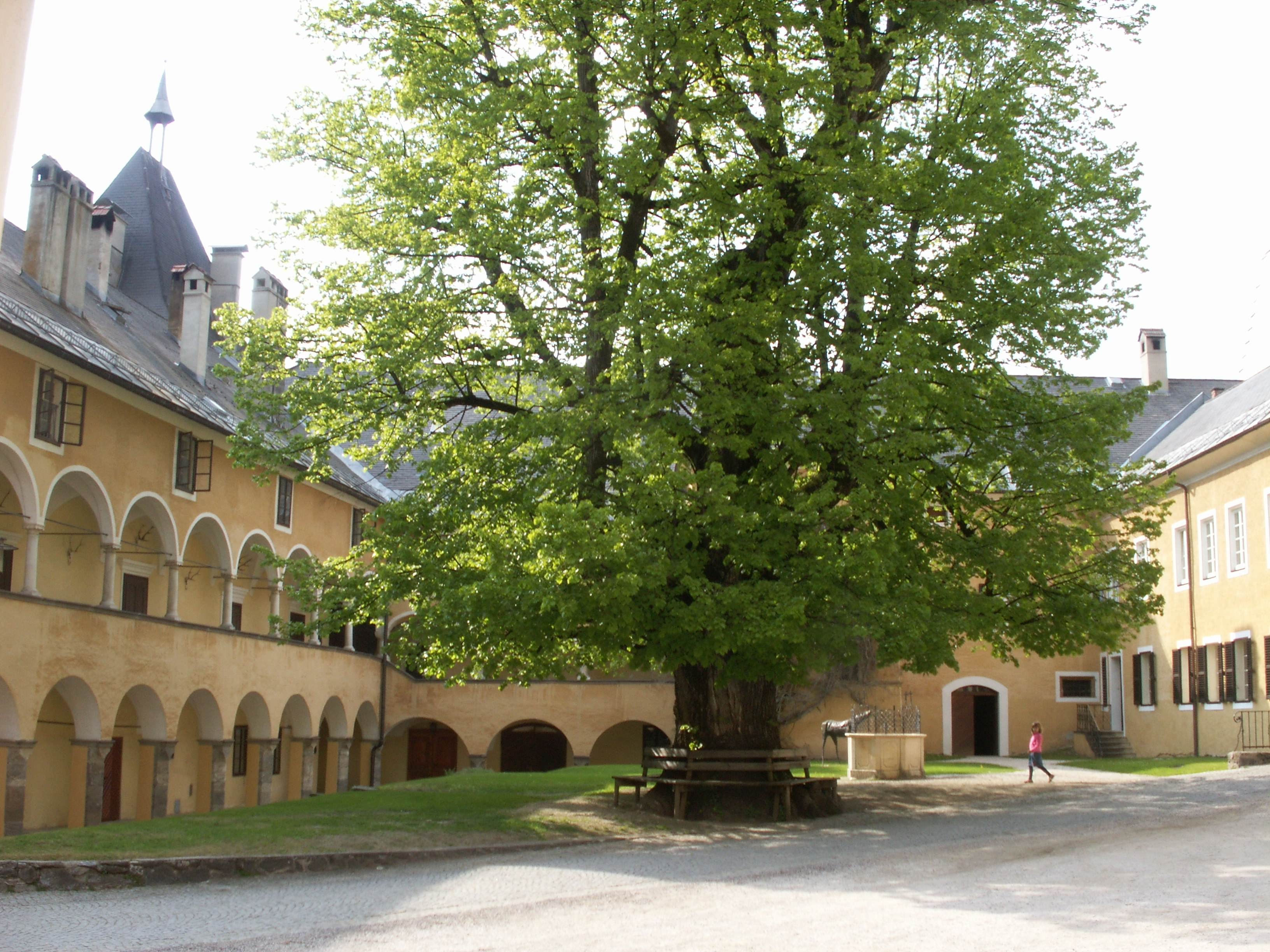
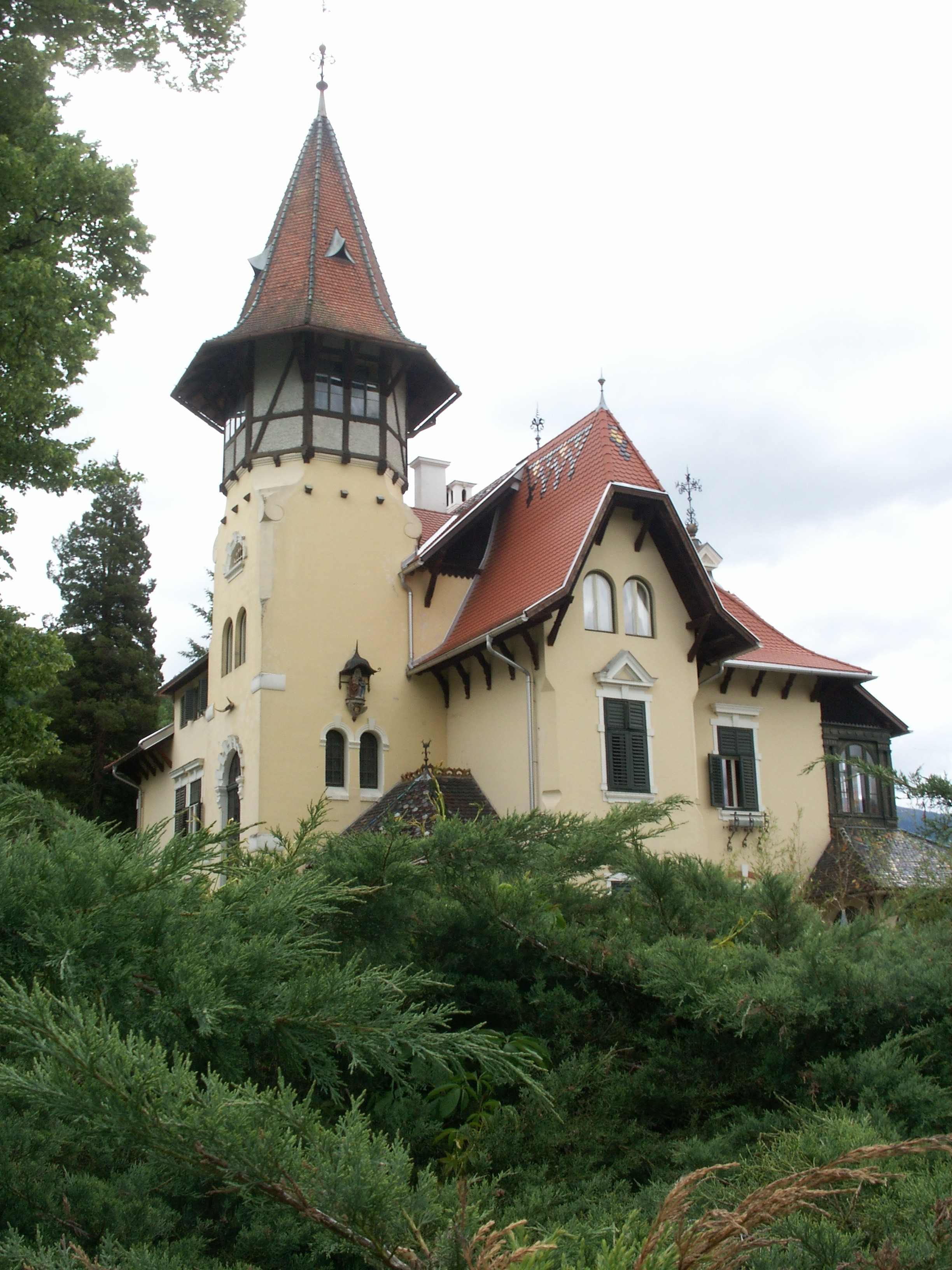
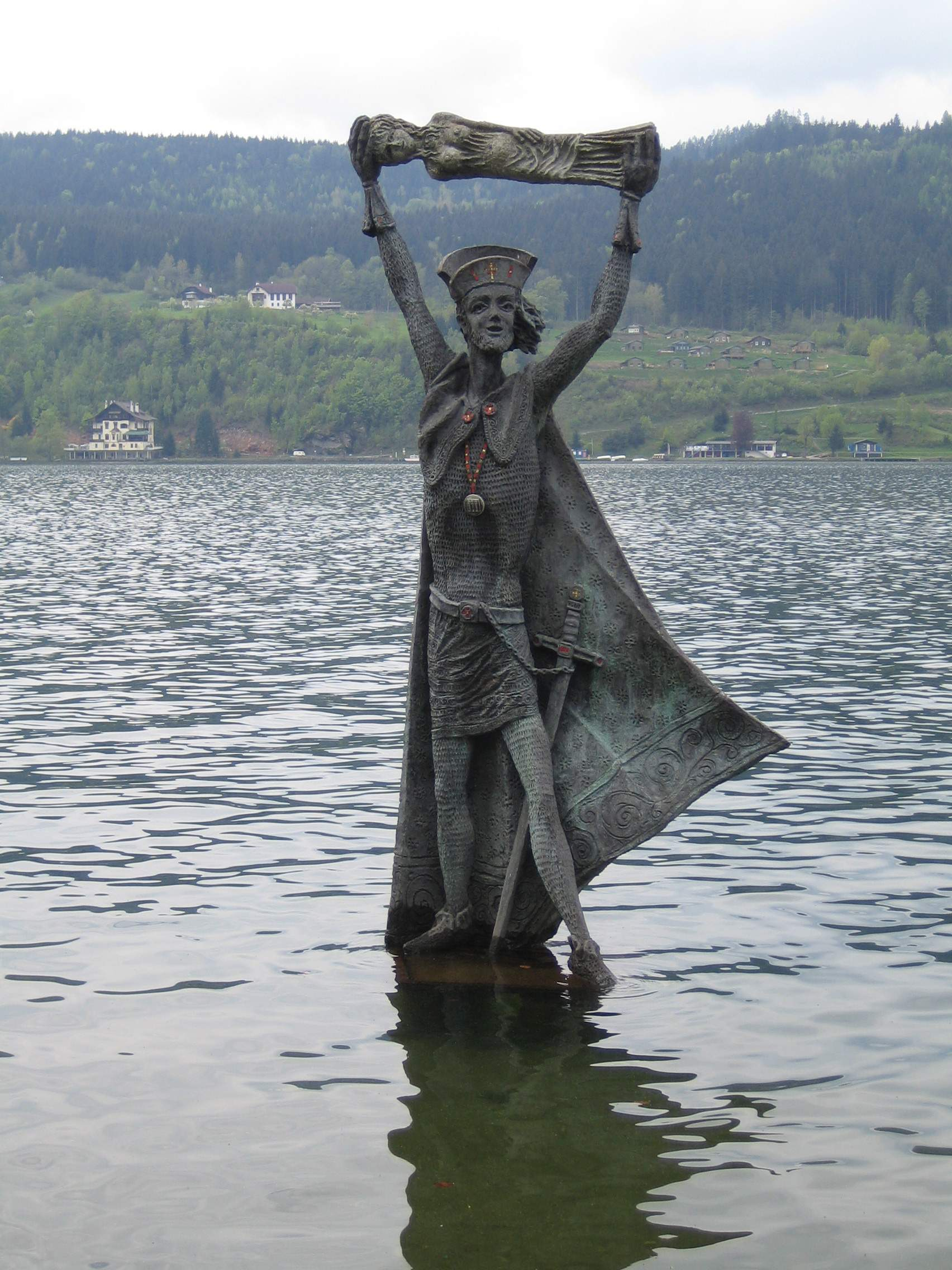
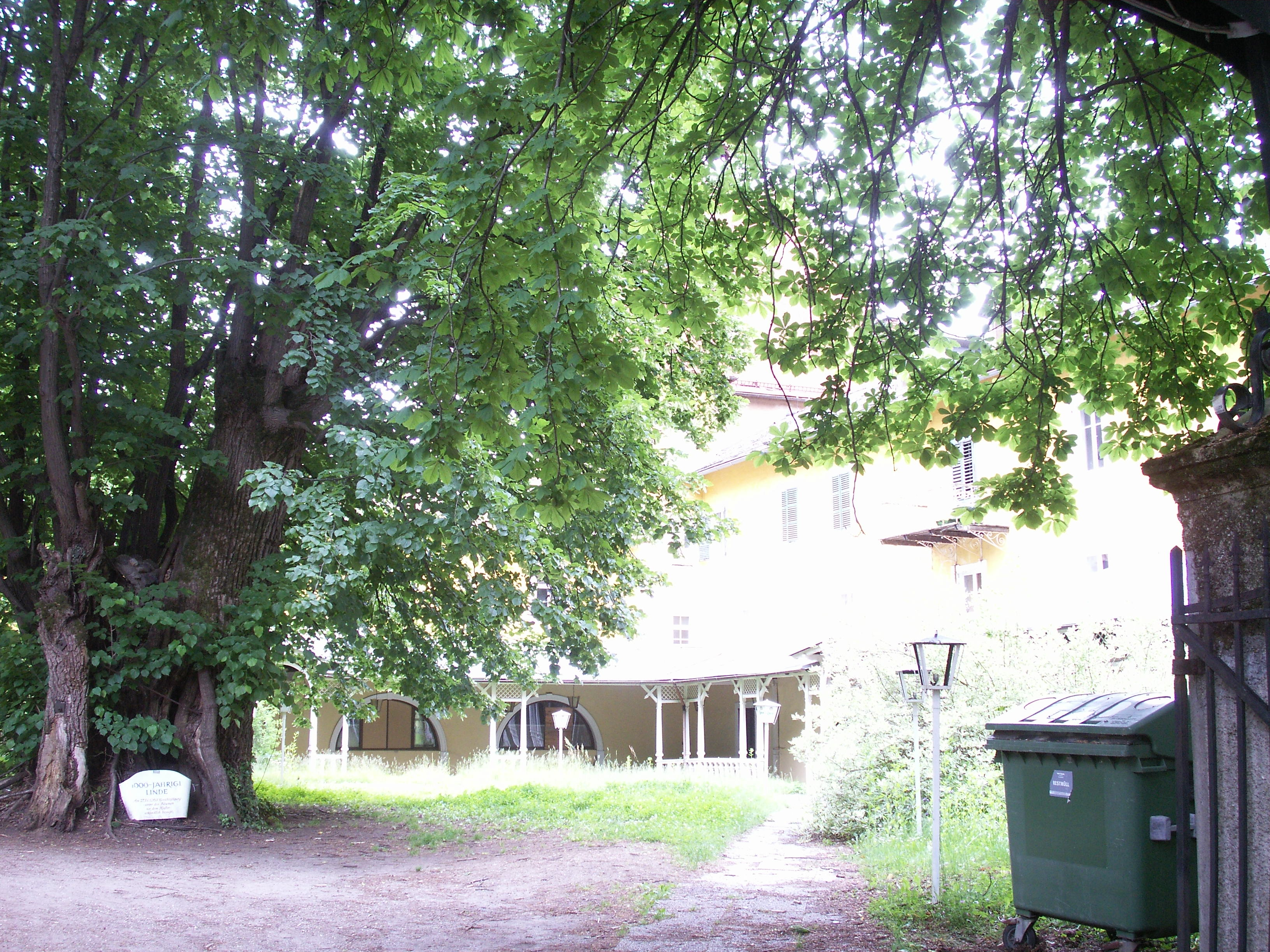
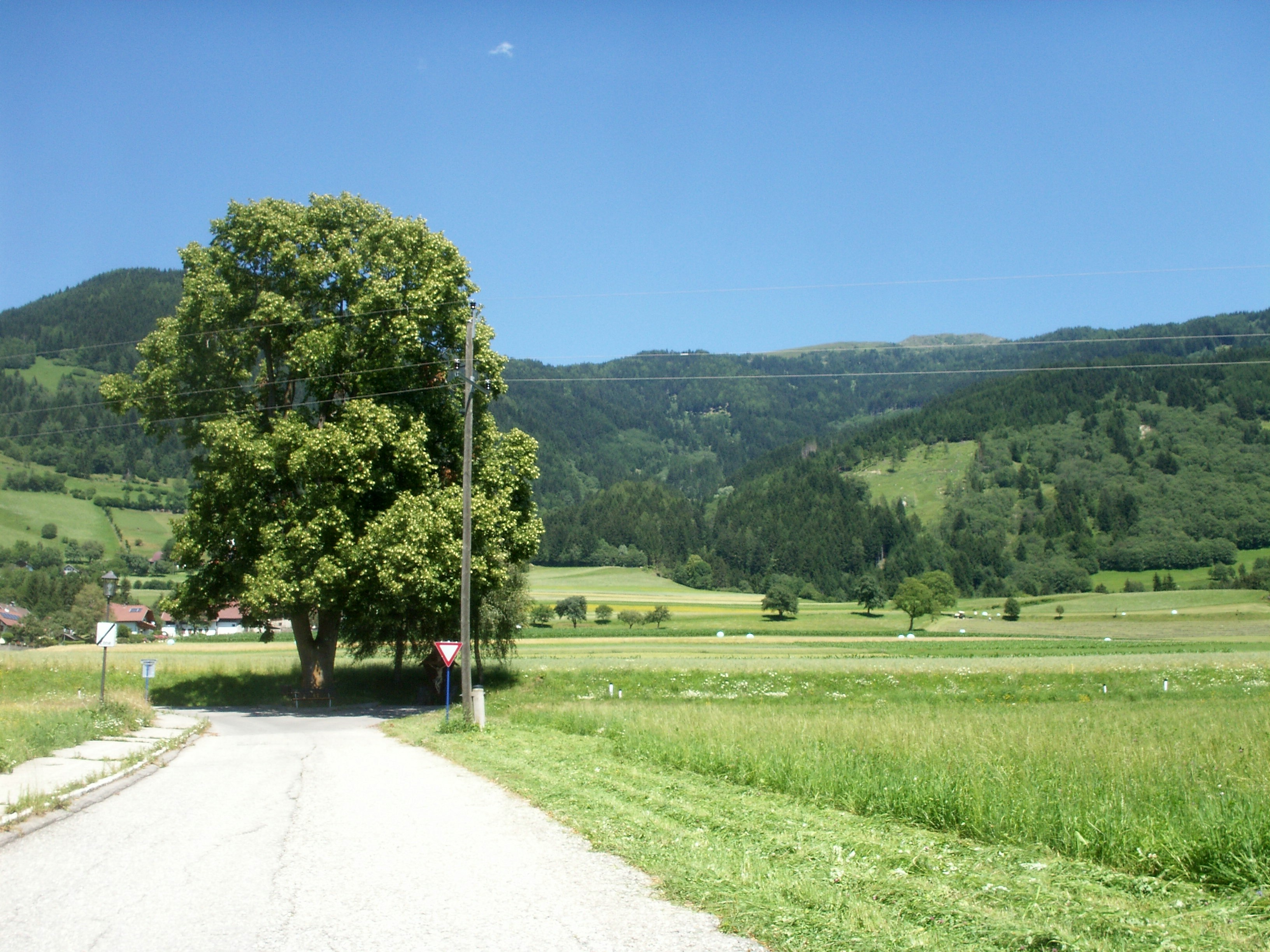
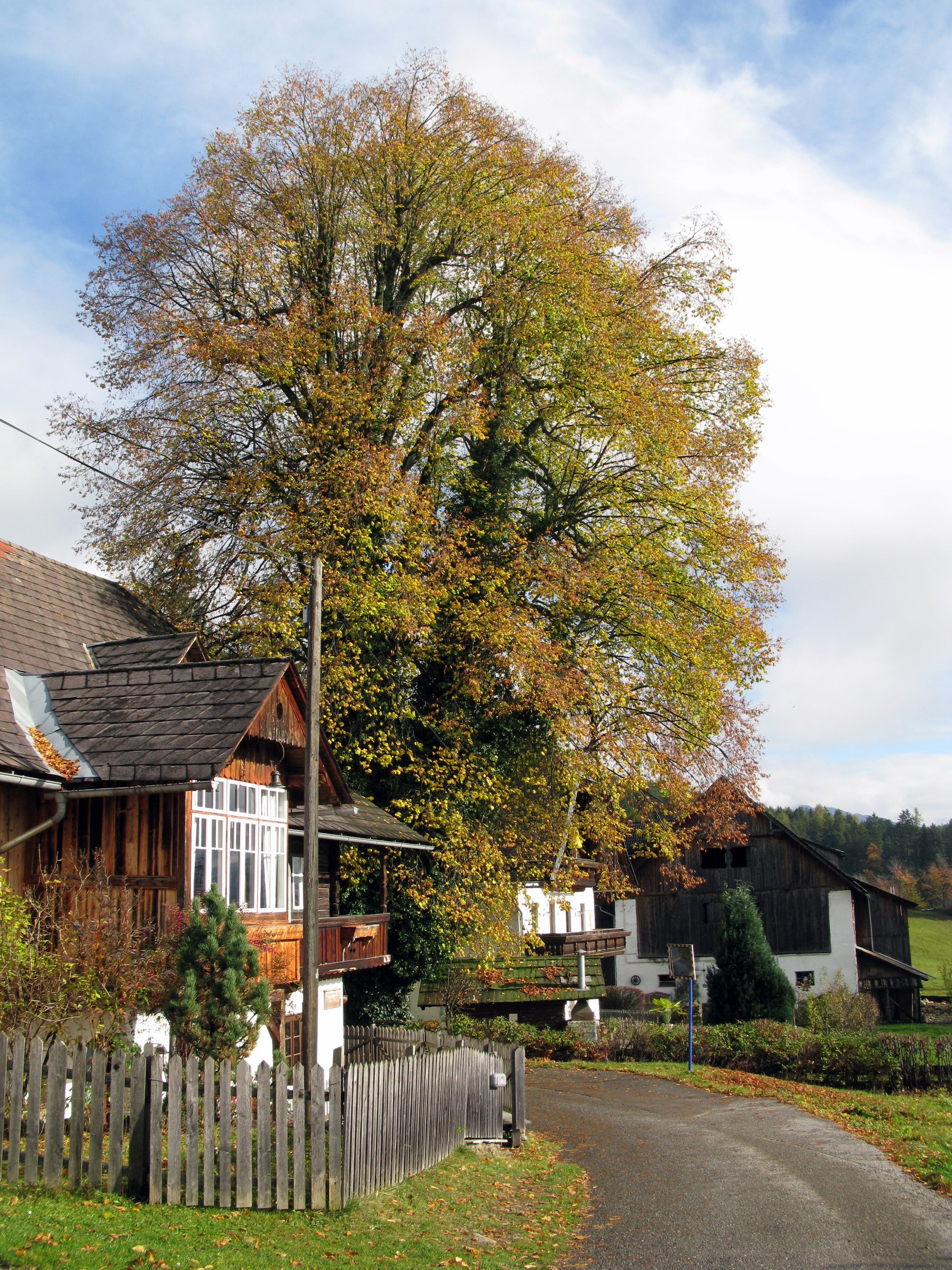

## Политическая ситуация
Бургомистр коммуны — Йозеф Плайкнер (АНП) по результатам выборов 2003 года.
Совет представителей коммуны (нем. Gemeinderat) состоит из 23 мест.
- АНП занимает 12 мест.
- другие: 5 мест.
- СДПА занимает 3 места.
- АПС занимает 3 места.